# Alfred Döblinpriset
Alfred Döblinpriset är ett tyskt litteraturpris, som utdelas av Akademie der Künste och Literarisches Colloquium Berlin. Det instiftades 1979 av Günter Grass och delas ut vartannat år för ett längre, hittills ej publicerat manuskript. Vissa år ges även ett främjandepris. Prissumman är 12 000 euro.

## Pristagare
- 1979 – Gerold Späth
- 1980 – Klaus Hoffer
- 1982 – Gert Hofmann
- 1983 – Gerhard Roth
- 1985 – Stefan Schütz
- 1987 – Libuše Moníková
- 1989 – Edgar Hilsenrath och Einar Schleef
- 1991 – Peter Kurzeck; främjandepris till Norbert Bleisch
- 1993 – Reinhard Jirgl; främjandepris till Andreas Neumeister
- 1995 – Katja Lange-Müller; främjandepris till Ingo Schulze
- 1997 – Ingomar von Kieseritzky och Michael Wildenhain
- 1999 – Norbert Gstrein
- 2001 – Josef Winkler; främjandepris till Heike Geißler
- 2003 – Kathrin Groß-Striffler
- 2005 – Jan Faktor
- 2007 – Michael Kumpfmüller
- 2009 – Eugen Ruge
- 2011 – Jan Peter Bremer
- 2013 – Saša Stanišić
- 2015 – Natascha Wodin
- 2017 – María Cecilia Barbetta
- 2019 – Ulrich Woelk